# شهرستان کویورگازینسکی
شهرستان کویورگازینسکی (به لاتین: Kuyurgazinsky District) یک شهرستان در روسیه است که در باشقیرستان واقع شده‌است.